# Blepharita groenlandica
Blepharita groenlandica là một loài bướm đêm trong họ Noctuidae.